# World Painted Blood
World Painted Blood е единадесети студиен албум на траш метъл групата Slayer. Издаден е на 3 ноември 2009 г. от American Recordings.

## Обща информация
За албума са създадени четири различно обложки, всяка от които завършва една четвърт от картата, която взети заедно, илюстрира земята, боядисана с червено. В албума има единадесет песни с произведения, илюстриращи смъртта и унищожението, войната, серийните убийци и Апокалипсиса. „World Painted Blood“ е последният албум на Slayer, който включва оригиналния състав на бандата, след като барабанистът Дейв Ломбардо е уволнен от групата, а китаристът Джеф Ханеман умира през 2013 г.
От албума са пуснати три сингъла: „Psychopathic Red“, „Hate Worldwide“ и „World Painted Blood“. „Psychopathy Red“ изтича в интернет повече от година преди издаването ѝ, и е пусната като седем-инчов сингъл на 18 април 2009 г. Албумът получава положителни отзиви от музикалните критици. „Psychopathic Red“ е вдъхновена от съветския сериен убиец Андрей Чикатило, а „Unit 731“ от Отряд 731. „Hate Worldwide“ и „World Painted Blood“ са номинирани за най-добро метъл изпълнение на 53-те и 54-ти награди Грами. Албумът се нарежда на второ място в класацията „Най-хардрок албуми“ на САЩ, както и 12-о в Billboard 200, с 41 000 продадени копия.

## Състав
- Том Арая – вокали и бас
- Кери Кинг – китара
- Джеф Ханеман – китара
- Дейв Ломбардо – барабани

## Песни
| 1.    | World Painted Blood             | 5:53 |
| 2.    | Unit 731                        | 2:40 |
| 3.    | Snuff                           | 3:42 |
| 4.    | Beauty Through Order            | 4:37 |
| 5.    | Hate Worldwide                  | 2:52 |
| 6.    | Public Display of Dismemberment | 2:35 |
| 7.    | Human Strain                    | 3:09 |
| 8.    | Americon                        | 3:23 |
| 9.    | Psychopathy Red                 | 2:26 |
| 10.   | Playing with Dolls              | 4:14 |
| 11.   | Not of This God                 | 4:20 |
| 39:51 |                                 |      |